# Domain hack
Um domain hack é um domínio que é feito combinando TLDs e subdomínios para formar uma expressão que é o próprio título de um site.
Por exemplo, os domínios del.icio.us, blo.gs, e cr.yp.to, itun.es da Apple usam os TLDs .us (USA), .gs (South Georgia and the South Sandwich Islands), .to (Tonga) e .es (Espanha) para formar as palavras "delicious" (delicioso), "blogs", "crypto" e "ITunes", respectivamente.
Neste contexto, a palavra "hack" representa um truque inteligente (como em programação), e não uma quebra num sistema de segurança.
Alguns exemplos de domain hack em português são:
- vai.lá e pesquisa.lá (do site Desciclopédia), ambos usam o código TLD (ccTLD) na Internet para o Laos, que é .la;
- UNITEDSTAT.ESq - hack de domínio do nome dos Estados Unidos em inglês (United States), que usa o gTLD .esq.
- notíci.as, usa o ccTLD .as para Samoa Americana;
- dicionár.io, usa o endereço .io do território britânico do Oceano Índico;
- per.to usa o ccTLD .to de Tonga.
- shopk.it usa o ccTLD .it de Itália.

Existem domains hacks famosos, conhecidos no Brasil e no mundo,sendo eles: glo.bo do Grupo Globo, justfor.fans do site Just For Fans, brades.co do Banco Bradesco, youtu.be para encurtar links do YouTube, abcn.ws da rede de televisão americana ABC News, portu.gal para um site de turismo sobre Portugal,Vi.sa usado pela empresa de cartões de crédito VISA, Maga.lu usado pelo Magazine Luiza, Shp.ee, que usa o ccTLD .ele da Estônia, sendo usado pela Shopee e pla.net para hospedar sites e blogs de modo geral. 
No passado houve importantes serviços de encurtadores de URL, que utilizavam o sistema de domain hack, como o MyGPl.us criado por um brasileiro para ser usado para o Google Plus. 
Segundo os dados constantes no WHOIS da Google Registry, o domínio whats.app foi registrado por WhatsApp Inc. 